# Wilhelm Werner (anarquista)
Wilhelm Werner (Alemania; 10 de enero de 1859 - Alemania; 8 de enero de 1939), anarquista alemán. Conocido con el sobrenombre de "El Elefante".

## Vida
Nacido el 10 de enero de 1859. De profesión tipógrafo, fue miembro del Partido Socialdemócrata Alemán (SPD) desde 1883. Acudió como delegado a la Conferencia inaugural de la Segunda Internacional en 1889. Un año después, sería candidato del partido en las elecciones. Fue un miembro destacado dentro de Die Jungen (Los jóvenes), grupo de oposición en el interior de la socialdemocracia alemana, siendo el editor del periódico Der Sozialist. En el Congreso de 1891 se negó a someterse a la disciplina del partido, por lo que fue expulsado. Igualmente, sería excluido junto al anarquista Gustav Landauer del congreso de 1893 de la Segunda Internacional, a instancias de August Bebel, principal dirigente del SPD.
En 1894 emigraría a Inglaterra. En un primer momento se estableció en Londres, pero al no encontrar trabajo se trasladaría temporalmente a Nottingham. De nuevo en Londres, establecido en el barrio del Soho, su familia se unió a él en 1895. Trabajó como bibliotecario para el Sindicato de Trabajadores de la Educación, organización fundada por emigrados alemanes. En Londres conoció al anarquista Rudolf Rocker, con quien mantendría una estrecha amistad. Años más tarde volvería a Alemania, donde ganaría fama como orador en el movimiento anarquista.
Murió el 8 de enero de 1939.